# Чукотська кухня
Чукотська кухня — традиційна кухня корінного населення Чукотки. Основні продукти харчування — риба та м'ясо оленів, рідше морських тварин (моржів, білухи, нерпи). Їх їдять з хлібом та без гарніру. При приготування страв використовують лавровий лист, сіль, чорний молотий перець. Популярні національні страви — струганина та довбанина з м'яса та риби, пельмені з бульйоном, юкола (суха несолена риба), пререм (відварна та заморожена оленина), опане (суп), кергипат (недоварене м'ясо у власному соку) тощо.

## Основні страви
- Струганина

Заморожену задню частину оленини стругають соломкою. До страви подають заправку, яку готують з води, оцту та перцю. Їдять струганину руками, обмакуючи м'ясо у приправу. Таким же чином готують струганину з риби.
- Довбанина

Добре заморожене сире м'ясо або рибу довбають до борошно подібного стану та вживають у такому вигляді.
- Опане (суп)

До киплячої води кладуть внутрішні жирні шматки м'яса оленя, доводять до кипіння, додають сіль та кров оленя та варять до готовності.
- Кергипат

М'ясо оленя варять у власному соку з невеликою кількістю води та подають недовареним.
- Легеня оленя, печена на вогні

Легеню оленя печуть на вогні. Подають на дерев'яному блюді та їдять руками.
- Пререм

М'ясо оленини (задню частину) нарізають у формі булочок та відварюють у окропі. Варене м'ясо відбивають на кам'яній плиті молотком, потім знову варять і туди ж вливають кістковий жир та прянощі. Потім викладують на дошку та заморожують. Вживають у мороженому вигляді.